# Max Niederlag
Max Niederlag (Heidenau, 5 de mayo de 1993) es un deportista alemán que compitió en ciclismo en la modalidad de pista, especialista en las pruebas de velocidad.
Ganó una medalla de bronce en el Campeonato Mundial de Ciclismo en Pista de 2016 y cuatro medallas en el Campeonato Europeo de Ciclismo en Pista, en los años 2012 y 2015.

## Medallero internacional
| Campeonato Mundial | Campeonato Mundial    | Campeonato Mundial | Campeonato Mundial    |
| Año                | Lugar                 | Medalla            | Competición           |
| ------------------ | --------------------- | ------------------ | --------------------- |
| 2016               | Londres (Reino Unido) | Medalla de bronce  | Velocidad por equipos |
| Campeonato Europeo |                       |                    |                       |
| Año                | Lugar                 | Medalla            | Competición           |
| 2012               | Panevėžys (Lituania)  | Medalla de oro     | Velocidad por equipos |
| 2012               | Panevėžys (Lituania)  | Medalla de plata   | Velocidad individual  |
| 2015               | Grenchen (Suiza)      | Medalla de plata   | Velocidad individual  |
| 2015               | Grenchen (Suiza)      | Medalla de bronce  | Velocidad por equipos |